# Micrathena gracilis
Espèce
Synonymes
- Epeira gracilis Walckenaer, 1805
- Plectana reduviana Walckenaer, 1841
- Acrosoma matronale C. L. Koch, 1844
- Epeira rugosa Hentz, 1850
- Micrathena sexacantha Franganillo, 1930
- Micrathena nigrior Chamberlin & Ivie, 1936

Micrathena gracilis est une espèce d'araignées aranéomorphes de la famille des Araneidae.

## Distribution
Cette espèce se rencontre aux États-Unis, au Mexique et en Amérique centrale,.
Aux États-Unis, elle a été observée au Massachusetts, au Rhode Island, au Connecticut, dans l'État de New York, au New Jersey, en Pennsylvanie, au Maryland, en Virginie, en Virginie-Occidentale, en Ohio, au Michigan, en Indiana, en Indiana, au Illinois, au Wisconsin, en Iowa, au Nebraska, au Kansas, au Missouri, au Kentucky, au Tennessee, en Caroline du Nord, en Caroline du Sud, en Géorgie, en Floride, en Alabama, au Mississippi, en Louisiane, en Arkansas, en Oklahoma et au Texas.

## Habitat
Cette araignée vit dans des zones recouvertes par la broussaille.

## Description
Les mâles mesurent de 4,2 à 5,1 mm et les femelles de 7,0 à 10,8 mm.

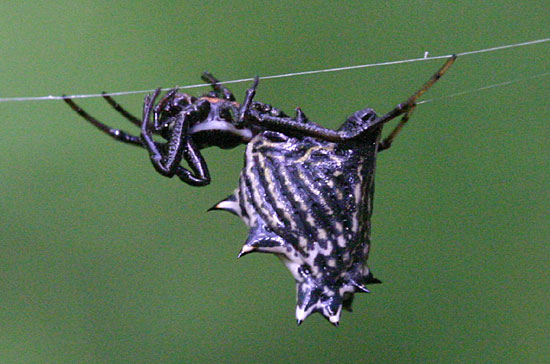
Micrathena gracilis

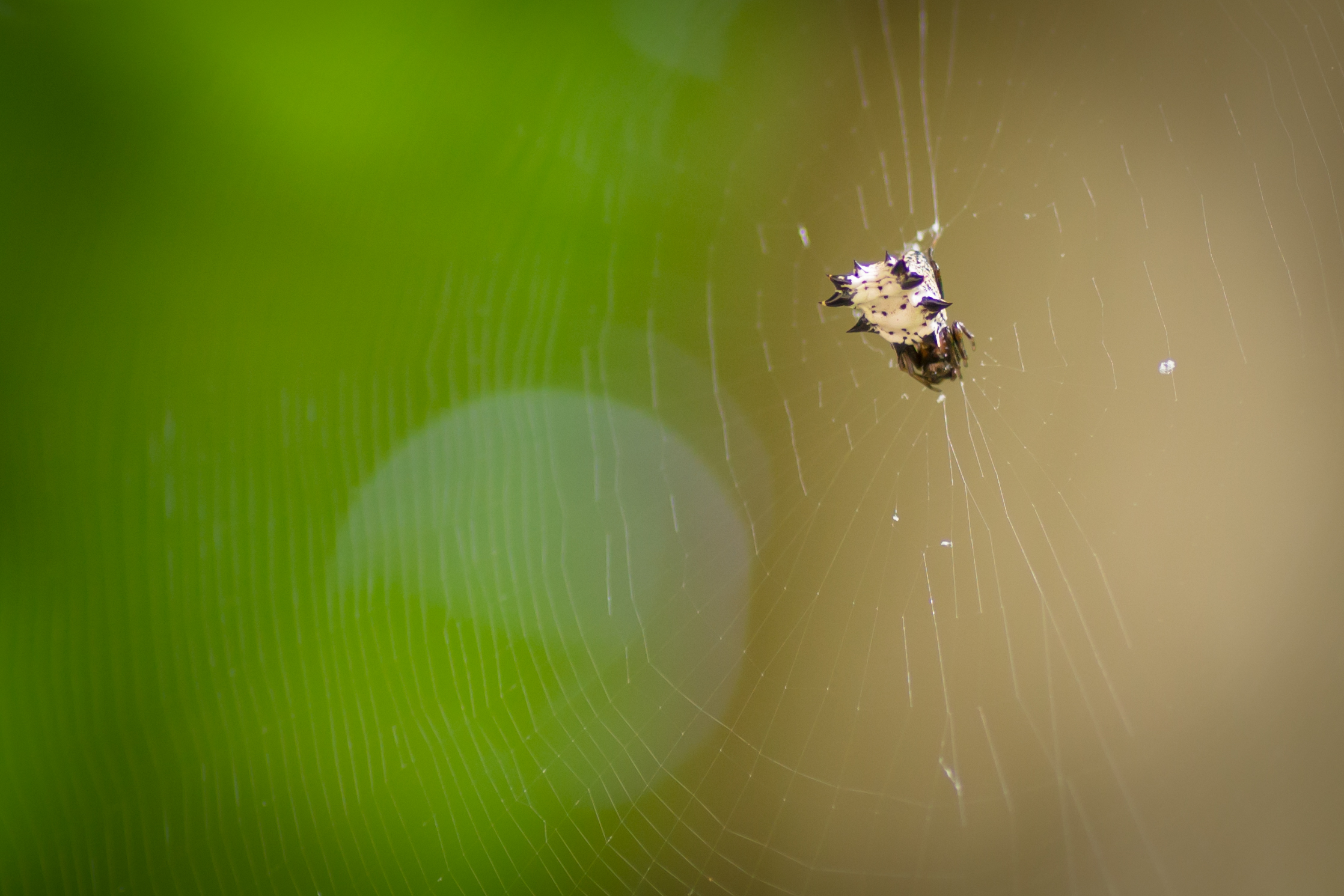
Micrathena gracilis

Les femelles présentent un abdomen bulbeux couvert de dix épines.
Les mâles sont très différents des femelles, le dimorphisme sexuel est fort. Ils sont généralement deux fois plus petits que les femelles, ils ont moins d'épines, leur abdomen est plus plat et leur teinte plus claire. Même si les mâles produisent de la soie, elle est principalement utilisée dans le rituel d'accouplement.
Les pattes sont noires pour les deux sexes.
Cette espèce est complètement inoffensive pour l'homme.

## Reproduction et comportement
Seules les femelles tissent les toiles. À la tombée de la nuit, l'araignée mange sa toile qu'elle reconstruit le lendemain. Les proies sont principalement des moucherons et des moustiques mais de petites guêpes et des coléoptères se prennent aussi dans la toile : la lenteur de Micrathena gracilis permet à de nombreux insectes de s'échapper. Quand elles sont dérangées par une menace quelconque ou par leurs prédateurs (oiseaux, crapauds, grenouilles, lézards), les femelles émettent un léger bourdonnement. Les mâles se tiennent généralement à l'écart.
Les mâles qui trouvent une toile s'y accrochent par un fil de soie puis prennent la femelle par surprise : l'accouplement se révèle souvent fatal pour eux. Micrathena gracilis éclot au printemps dans une apparence similaire à celle des adultes mais n'atteignent véritablement la taille adulte qu'en juillet. Après la croissance de l'été, la femelle dépose ses œufs dans une poche de soie. Ils restent relativement inactifs pendant les mois d'hiver. La durée de vie d'un spécimen est d'environ un an.

## Toile

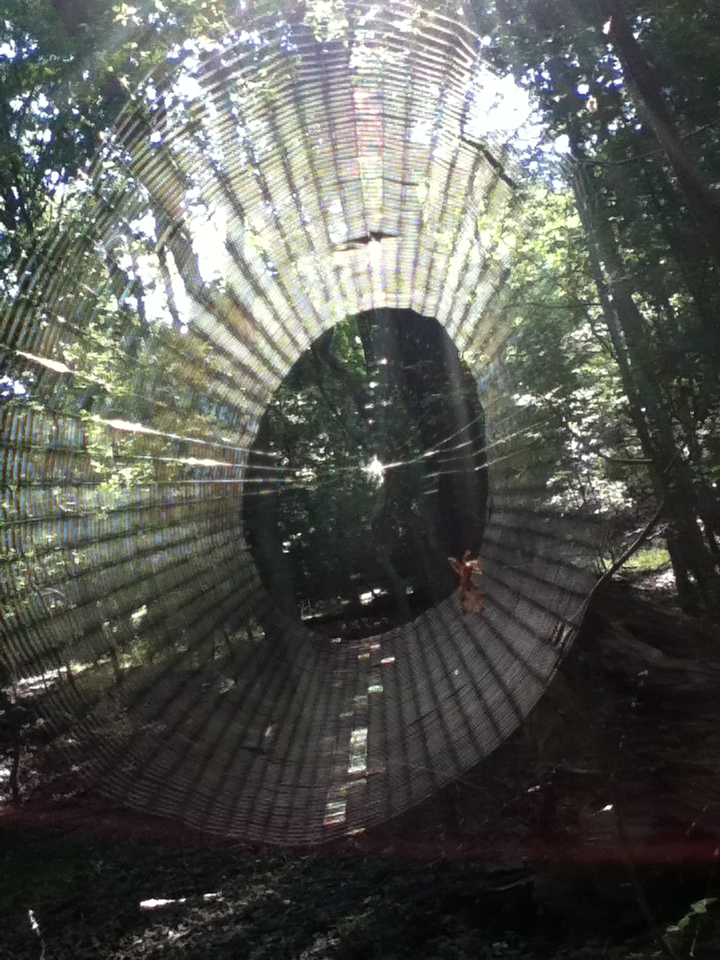
Partie centrale d'une toile de Micrathena gracilis.

Cette araignée tisse une toile modérément grande et étroitement enroulée dans les broussailles : elle mesure 34 cm de diamètre avec 44 rayons.
La toile est tissée à environ 2 m du sol.

## Publication originale
- Walckenaer, 1805 : Tableau des aranéides ou caractères essentiels des tribus, genres, familles et races que renferme le genre Aranea de Linné, avec la désignation des espèces comprises dans chacune de ces divisions. Paris, p. 1-88.